# Emmenopterys rehderi
Emmenopterys rehderi är en måreväxtart som beskrevs av Franklin Post Metcalf. Emmenopterys rehderi ingår i släktet Emmenopterys och familjen måreväxter. Inga underarter finns listade i Catalogue of Life.